# Diaphorodoris
Diaphorodoris Iredale & O'Donoghue, 1923 è un genere di molluschi nudibranchi della famiglia Calycidorididae.

## Descrizione
Questi molluschi sono dotati di appendici cefaliche dette rinofori che hanno funzione sensoriale, chemiorecettiva e tattile, inoltre presentano le branchie nella parte terminale del corpo.

## Tassonomia
Il genere comprende le seguenti specie:
- Diaphorodoris alba Portmann & Sandmeier, 1960
- Diaphorodoris lirulatocauda Millen, 1985
- Diaphorodoris luteocincta (M.Sars, 1870)
- Diaphorodoris mitsuii (Baba, 1938)
- Diaphorodoris papillata Portmann & Sandmeier, 1960